# Aidia
Aidia är ett släkte av måreväxter. Aidia ingår i familjen måreväxter.

## Dottertaxa tillAidia, i alfabetisk ordning[1]
- Aidia acuminata
- Aidia acutipetala
- Aidia auriculata
- Aidia bakeri
- Aidia beccariana
- Aidia borneensis
- Aidia bracteata
- Aidia brisipensis
- Aidia canthioides
- Aidia chantonea
- Aidia cochinchinensis
- Aidia congesta
- Aidia corymbosa
- Aidia cowleyi
- Aidia densiflora
- Aidia dilleniacea
- Aidia endertii
- Aidia foveata
- Aidia gardneri
- Aidia genipiflora
- Aidia glabra
- Aidia halleri
- Aidia henryi
- Aidia heterophylla
- Aidia impressinervis
- Aidia jambosoides
- Aidia kinabaluensis
- Aidia lancifolia
- Aidia longiflora
- Aidia magnifolia
- Aidia micrantha
- Aidia moluccana
- Aidia ochroleuca
- Aidia oxyodonta
- Aidia paiei
- Aidia parvifolia
- Aidia polystachya
- Aidia pseudospicata
- Aidia pulcherrima
- Aidia pycnantha
- Aidia quintasii
- Aidia racemosa
- Aidia rhacodosepala
- Aidia rubens
- Aidia salicifolia
- Aidia solomonensis
- Aidia tomentosa
- Aidia wattii
- Aidia waugia
- Aidia vieillardii
- Aidia vitiensis
- Aidia yunnanensis
- Aidia zippeliana